# Ostrach, Baden-Württemberg
Ostrach är en kommun (Gemeinde) i Landkreis Sigmaringen i delstaten Baden-Württemberg i Tyskland. Folkmängden uppgår till cirka 7 100 invånare, på en yta av 108,89 kvadratkilometer. Kommunen består av ortsdelarna (tyska Ortsteile) Ostrach, Burgweiler, Jettkofen, Kalkreute-Spöck, Laubbach, Magenbuch-Lausheim, Tafertsweiler, Wangen och Weithart.